# Малый Олимп
Улудаг (тур. Uludağ [uˈɫudaː] в переводе «Высокая гора»; в античности — Малый Олимп, Мизийский или Вифинский Олимп, др.-греч. Ὄλυμπος) — самая значительная горная вершина хребта Улудаг в Турции, а также всей западной части полуострова Малая Азия. Высота 2543 метров над уровнем моря. Расположена в 150 км от Стамбула и в 35 км к югу от Бурсы.

## История
Геродот упоминает о страшном вепре, водившемся на Мисийском Олимпе. Во время охоты на него погиб сын лидийского царя Креза.
В средние века была известна как место уединения православных византийских монахов, из-за чего захватившие её в 1317 году турки долгое время называли гору «Кешиш-даг» (букв. «монашеская гора»). Первые отшельники начали селиться в пещерах горы еще во времена Диоклетиана. Известен был «Полихрониев монастырь» («Полихронион»), игуменом которого в IX веке был Мефодий Солунский Другим известным подвижником горы Малый Олимп был Платон Студит (VIII век), имя которого связано с монастырями или скитами «Символех» («Символов») и «Сакудион» (греч. Σακκουδίων). Монах Платон привлекает к подвигу на горе своего родственника, вошедшего в историю под именем Федора Студита. Соучеником Платона был пустынник Тимофей Олимпийский (в Символех) (память 6 марта). Когда его наставник Платон стал пожилым, то передал правление Тимофею. Игуменом одного из монастырей на Олимпе в первой половине X века был просветитель алан Евфимий. Также с горой Малый Олимп связана деятельность Иоанникия Великого.

## Современность
В 1933 году здесь был построен отель и заложена шоссейная дорога. Ныне известна как крупнейший горнолыжный курорт в Западной Турции. В 1961 году Улудаг был объявлен национальным парком.